# Cascadilar eocenicus
Cascadilar eocenicus là một loài côn trùng trong họ Dilaridae thuộc bộ Neuroptera. Loài này được Engel miêu tả năm 1999.